# Starving Games
 (mars 2014).
 (mars 2014).
Pour plus de détails, voir Fiche technique et Distribution.
The Starving Games, ou Les Jeux de la faim au Québec, est un film américain réalisé et écrit par Jason Friedberg et Aaron Seltzer, et produit par Jason Friedberg, Aaron Seltzer et Peter Safran. C'est une parodie du film Hunger Games.
Le film suit l'héroïne Kantmiss Evershot (Maiara Walsh) qui se porte volontaire pour prendre la place de sa sœur cadette dans les soixante-quinzièmes jeux annuels « Jeux de la Faim ». Pour ce faire, elle doit laisser derrière elle son petit ami, le jaloux Dale (Brant Daugherty) et faire équipe avec le fils du boulanger, le naïf et peureux Peter Malarkey (Cody Christian) dans un combat pour sa vie.

## Synopsis
Kantmiss Evershot s'entraîne au tir à l'arc dans la forêt, mais son petit ami, Dale, la surprend  et la flèche touche accidentellement le Magicien d'Oz qui tombe de sa montgolfière. Ils retournent au District 12, où les enfants qui ont peur d'être sélectionnés pour les Jeux se blessent et se mutilent délibérément pour éviter la sélection. Harry Potter, Ron et Hermione sont vus en train d'être expulsés de force du District 12. Kantmiss donne à sa petite sœur, Pétunia, une broche en or avec un "oiseau courageux" dessus. La broche s'avère être un poulet, et Pétunia se blesse alors avec et s'écrase contre une maison. Lors du rassemblement pour les 75e Starving Games annuels, le président Snowballs explique sa raison de diviser l'Amérique en districts ainsi que des prix ridicules pour les gagnants, dont un cornichon à moitié mangé. Lors du tirage au sort des candidats du District 12, l'hôtesse tire au sort plusieurs noms de gag ("Hugh Janus", "Phil Mahooters" et "Dean Gulberry") en vain. Pétunia, dont le nom est tiré au sort, manipule Kantmiss pour qu'elle se porte volontaire en pleurant de fausses larmes, afin de pouvoir manger le hamster de Kantmiss si elle ne revient pas. Dale essaie également de se porter volontaire, mais l'idiot de la ville, Peter Malarkey, le devance. Kantmiss et Peter sont emmenés au Capitole, où ils assistent à une interview télévisée devant un public en direct. Kantmiss porte une robe qui prend feu et la brûle lorsqu'elle tourne dedans pendant son interview. Peter révèle dans son interview qu'il a le béguin pour Marco, un autre candidat.
Lorsque les Jeux commencent, Kantmiss s'empare d'un sac à dos, mais doit se battre pour l'obtenir. Après avoir été mortellement frappée par deux couteaux et sciée en deux avec un coupe-herbe, la moitié restante de ce concurrent finit par abandonner le sac à dos avant de mourir. Kantmiss tente de fuir, mais Seleca, le producteur des Jeux, envoie un Angry Bird l'attaquer ainsi que des fruits de Fruit NInja qu'elle réussit à détruire avec un katana, puis écrase Annoying Orange. Peter fait équipe avec un groupe de concurrents dirigé par Marco, qui vise à tuer Kantmiss. Après les avoir découverts, Kantmiss ne parvient pas à grimper à un arbre, mais trouve une échelle pour y accéder. Marco essaie de la tuer avec une lance, mais elle tue l'un de ses alliés à la place. Alors qu'elle est assise dans l'arbre, Kantmiss se couvre le visage de crottes d'oiseaux après avoir sifflé aux oiseaux. Marco et ses alliés s'enfuient lorsqu'elle tente de faire tomber une ruche sur eux, la détachant à l'aide d'une tronçonneuse. Au lieu de cela, la ruche tombe sur sa propre tête et elle se fait gravement piquer. Le venin lui fait halluciner un quadruple arc-en-ciel et être une Na'vi . Elle est ramenée à la raison par Rudy, une autre concurrente ; les deux filles font équipe, jurant de tuer les autres concurrents en premier. Après que Kantmiss et Rudy ont discuté de leur plan, Marco et son groupe révèlent qu'ils écoutaient tout le temps (à la vue de tous à quelques mètres) et Kantmiss et Rudy s'enfuient. Kantmiss se retrouve acculée par Marco et ses alliés, puis se débarrasse rapidement de tout le monde sauf lui (dans une parodie de Sherlock Holmes (film, 2009)). Il sort un couteau sur elle, à ce moment-là, un arbitre intervient et commence l'interlude de la mi-temps. Une fois l'interlude de la mi-temps terminé, Marco essaie à nouveau de tuer Kantmiss, mais Rudy lui donne un coup de pied au tibia. Marco tue ensuite Rudy en la projetant contre un arbre, la blessant mortellement. Kantmiss essaie de venger Rudy avec son arc, mais Marco esquive sans effort la flèche de Kantmiss qui transperce accidentellement Psy (chanteur) alors qu'il faisait son Gangnam Style.
Voulant pimenter les Jeux, Snowballs décide de mettre en œuvre une histoire d'amour lesbienne, mais apprend que Kantmiss est la seule femme restante ; ainsi, seule une romance hétéro est possible. Après qu'il a été annoncé que seul un couple peut gagner les jeux, Kantmiss essaie de faire équipe avec Marco plutôt que Peter, mais Seleca fait semblant de mourir pour la convaincre de trouver Peter à la place. Kantmiss tue tous les concurrents sauf Marco et Peter, et s'enfuit avec ce dernier dans une grotte. Alors que Peter commence à avoir de la fièvre, il révèle qu'il traque Kantmiss depuis la majeure partie de sa vie. Comme Kantmiss garde ses distances avec Peter, Seleca propose d'envoyer du matériel médical pour soigner Peter si elle devient plus intime avec lui. Tout en devenant intimes, Gandalf et deux nains apparaissent dans une parodie du Seigneur des Anneaux, prétendant être attirés dans la grotte par le son de gémissements incessants. Kantmiss exige qu'ils partent et obéissent sans discuter. Kantmiss a des relations sexuelles (censurées) avec Peter, qui sont télévisées. Dale est dégoûté par cela et prend d'assaut l'arène des Starving Games, exprimant sa haine pour Peter.
Le lendemain, Kantmiss et Peter attaquent Marco, mais Snowballs ordonne à Seleca d'envoyer les Expendables. Un Dale armé arrive, les tue et demande à Kantmiss de revenir avec lui. Lorsque Kantmiss lui ordonne de partir, il rompt avec elle en changeant son statut Facebook en célibataire. Marco retient Peter en otage, mais Kantmiss lui tire une miche de pain dans l'œil, le tuant. Seleca annonce alors qu'il ne peut y avoir qu'un seul gagnant. Peter essaie de convaincre Kantmiss de se suicider avec lui en ingérant des baies vénéneuses, pour priver les responsables de la satisfaction de se battre jusqu'à la mort. Au lieu de cela, Kantmiss tue Peter avec une flèche, lui disant : "C'est pas personnel, gros naze !". Seleca, à contre-cœur, annonce que Kantmiss est la grande gagnante des Starving Games devant les habitants du District 12 qui célèbrent avec des doigts d'honneur la victoire de Kantmiss, et Dale, qui bouscule accidentellement Pétunia, tandis que le Président Snowball déclare qu'il a vu les meilleurs Starving Games de tous les temps avec un sourire de satisfaction. Ensuite, Nick Fury et les Avengers se présentent, Fury disant qu'il veut que Kantmiss rejoigne l'équipe des Avengers en remplacement de Hawkeye. Puis les Avengers meurent tous après être descendus de leurs plates-formes et sur des mines.

## Fiche technique
- Titre original : The Starving Games
- Titre français : Starving Games
- Titre québécois : Les jeux de la faim
- Réalisation : Jason Friedberg et Aaron Seltzer
- Scénario : Jason Friedberg et Aaron Seltzer
- Production : Jason Friedberg, Aaron Seltzer et Peter Safran
- Distribution : Ketchup Entertainment
- Musique : Timothy Michael Wynn[2]
- Photographie : Shawn Maurer[3]
- Montage : Peck Prior[4]
- Costumes : Pamessa Ritchmyer[5]
- Décors : Raymond Pumilia[6]
- Pays d'origine  États-Unis
- Format : couleurs - 1,85:1 - DTS / Dolby Digital - 35 mm[7]
- Genre : comédie parodique
- Durée : 83 minutes (version cinéma), 93 minutes (version non-censurée)[7]
- Date de sortie[8] :
  - États-Unis : 8 novembre 2013
  - Argentine : 31 octobre 2013
  - France : 19 mars 2014 (sortie directement en DVD)
  - Royaume-Uni : 20 octobre 2014 (sortie en vidéo)
- Budget : 5 millions de dollars[9],[10]
- Box-office : 3 889 688 $[11]

## Distribution
- Maiara Walsh : Kantmiss Evershot
- Brant Daugherty : Dale
- Cody Christian : Peter Malarkey
- Lauren Bowles : Effoff
- Diedrich Bader : Président Snowballs
- Ross Wyngaarden : Marco
- Dean J. West : Seleca
- Theodus Crane : Cleaver Williams
- Chris Marroy : Stanley Caeserman
- Kennedy Hermansen : Petunia Evershot
- Eryn L. Davis : Rudy
- Nick Gomez : Avatar

## Accueil

### Accueil critique
The Starving Games a reçu des critiques extrêmement négatives. Le site Web d'agrégation de critiques Rotten Tomatoes attribue au film une note d'approbation de 0% sur la base de 9 critiques, avec une note moyenne de 1,60/10.
Joe Leydon de Variety l'a qualifié de « parodie mort-née » et « désespérément pas drôle ».

Scott Foy de Dread Central lui a attribué une note de 1,5 sur 5 étoiles :
« Les mots imprimés ne peuvent pas exprimer pleinement mon désarroi d'avoir vécu cette dernière prétendue comédie. » 
Gabe Torio d' Indiewire a écrit que le film « est aussi terrible que vous le pensez ».
Max Nicholson d'IGN l'a qualifié de « film horrible, horrible, qui n'a besoin d'être vu par personne ».
Fred Topel de CraveOnline lui a attribué une note de 1,5 sur 10 et l'a qualifié de « plus de la même chose, mais en pire ».

### Box-office
Le film a rapporté 3 889 688 $ sur les marchés internationaux.